# Psicodins

Venes de les ales d'un membre de la subfamília Psychodinae

Els psicodins (Psychodinae) són una subfamília de dípters de la família dels psicòdids, conegut tradicionalment com a mosquit de Sant Joan, i vulgarment, com a mosquit de la humitat i mosquit beneit o ximple.

## Característiques
En estat natural aquests insectes menuts viuen en hàbitats molt humits, alguns es troben a les coves. Les espècies de Psychodinae es troben arreu del món, àdhuc a les illes subantàrtiques.
A les zones urbanes es troben sovint a les cambres de bany, als vàters i als claveguerams.
Tenen una lenta reacció a la proximitat aliena, cosa que els converteix en víctimes fàcils de depredadors.
Les larves són molt menudes; són aquàtiques o semiterrestres.

## Gèneres
- Tribu Maruinini Enderlein, 1937
  - Gènere Alloeodidicrum Duckhouse, 1990 (Austràlia)
  - Gènere Didicrum Enderlein, 1937 (Austràlia)
  - Gènere Eremolobulosa Duckhouse, 1990 (Austràlia)
  - Gènere Maruina Muller, 1895
  - Gènere Paratelmatoscopus Satchell, 1953 (Austràlia)
  - Gènere Rotundopteryx Duckhouse, 1990 (Austràlia)
- Tribu Setomimini Vaillant, 1982
  - Gènere Arisemus Satchell, 1955
  - Gènere Australopericoma Vaillant, 1975
  - Gènere Balbagathis Quate, 1996
  - Gènere Lobulosa Szabo, 1960
  - Gènere Neoarisemus
  - Gènere Parasetomina Duckhouse, 1968
  - Gènere Tonnoiriella
- Tribu Morminini
  - Gènere Brunettia Annandale, 1910 (Austràlia)
  - Gènere Mormia Enderlein, 1935 (Austràlia)
- Tribu Paramormiini Enderlein, 1937
  - Gènere Clogmia Enderlein, 1937
  - Gènere Paranormaia Enderlein, 1937
  - Gènere Peripsychoda Enderlein, 1935 (Austràlia)
  - Gènere Telmatoscopus Eaton, 1904 (Austràlia)
- Tribu Pericomini
  - Gènere Bazarella Vaillant, 1961
  - Gènere Berdeniella Vaillant, 1976
  - Gènere Boreoclytocerus Duckhouse, 1978
  - Gènere Clytocerus Haliday in Walker, 1856
  - Gènere Notiocharis Eaton, 1913 (Austràlia)
  - Gènere Pericoma Walker, 1856
  - Gènere Saraiella 
  - Gènere Satchelliella
  - Gènere Szaboiella Vaillant, 1979
  - Gènere Thornburghiella
  - Gènere Tonnoiriella Vaillant, 1971
  - Gènere Ulomyia
- Tribu Psychodini Quate, 1959
  - Gènere Epacretron Quate, 1965
  - Gènere Psychoda Latreille, 1796
  - Gènere Threticus Eaton, 1904
  - Gènere Trichopsychoda Tonnoir, 1922
  - Gènere Tinearia Schellenberg, 1803
- Tribu Brunettiini
  - Gènere Brunettia Annandale, 1910
- Tribu Telmatoscopini
  - Gènere Feuerborniella Vaillant, 1974
  - Gènere Mormia Enderlein, 1935
  - Gènere Panimerus Eaton, 1913
  - Gènere Paramormia Enderlein, 1935
  - Gènere Peripsychoda Enderlein, 1935
  - Gènere Philosepedon Eaton, 1904 Cosmopolita, 88 espècies descrites
  - Gènere Telmatoscopus Eaton, 1904
  - Gènere Threticus Eaton, 1904
  - Gènere Trichopsychoda Tonnoir, 1922
  - Gènere Vaillantia Wagner, 1988

### Gèneresincertae sedis
- Breviscapus
- Eurygarka
- Lepidiella Enderlein